# Oliver Twist (miniserial)
Olivier Twist – brytyjski miniserial z 1999 roku, będący ekranizacją powieści Charlesa Dickensa w reżyserii Renny'ego Rye'a.

## Fabuła
Olivier jest sierotą, wychowującym się na ulicach Londynu; ciągle szuka swego miejsca na świecie i ludzi, którzy by go pokochali lub wśród których mógłby się czuć dobrze i bezpiecznie. Szczęście dość długo się do niego nie uśmiecha, chłopiec wielokrotnie znajduje się w tarapatach z powodu złych ludzi. W końcu jednak marzenia Oliviera spełniają się.

## Obsada
- Maria Doyle Kennedy – irlandzka sprzedawczyni
- Sophia Myles – Agnes Fleming
- Ken Parry
- Hugh Lloyd
- Morgan Jones
- Isla Fisher
- Lindsay Duncan  – Elizabeth Leeford
- Tim Dutton – Edwin Leeford
- Keira Knightley – Rose Fleming
- Annette Crosbie – Mrs Bedwin
- Michael Kitchen – Mr Brownlow
- Ger Ryan – Mrs Sowerberry
- Roger Lloyd-Pack – Mr Sowerberry
- Julie Walters – Mrs Mann/Bumble
- David Ross – Mr Bumble
- Sam Smith – Olivier Twist
- Robert Lindsay – Fagin
- Alex Crowley – Artful Dodger
- Andy Serkis – Bill Sikes
- Emily Woof – Nancy
- Alun Armstrong – Mr Fleming
- Annette Badland – Chertsey Cook

- reżyseria – Renny Rye
- scenariusz – Alan Bleasdale